# Pycnonotus cinereifrons
El bulbul penitente (Pycnonotus cinereifrons) es una especie de ave paseriforme de la familia Pycnonotidae endémica de Palawan, en el suroeste de Filipinas. Hasta 2010 se consideraba una subespecie del bulbul aliverde (Pycnonotus plumosus).